# Визит Владимира Путина в Китай (2024)
Визит Владимира Путина в Китай состоялся 16 и 17 мая 2024 года.  Он провел встречу с генеральным секретарём Коммунистической партии Китая и Председателем Китайской Народной Республики Си Цзиньпином и побывал в Пекине и Харбине. Визит стал первой зарубежной поездкой с начала нового президентского срока и пятым визитом в КНР. 

## Ход поездки

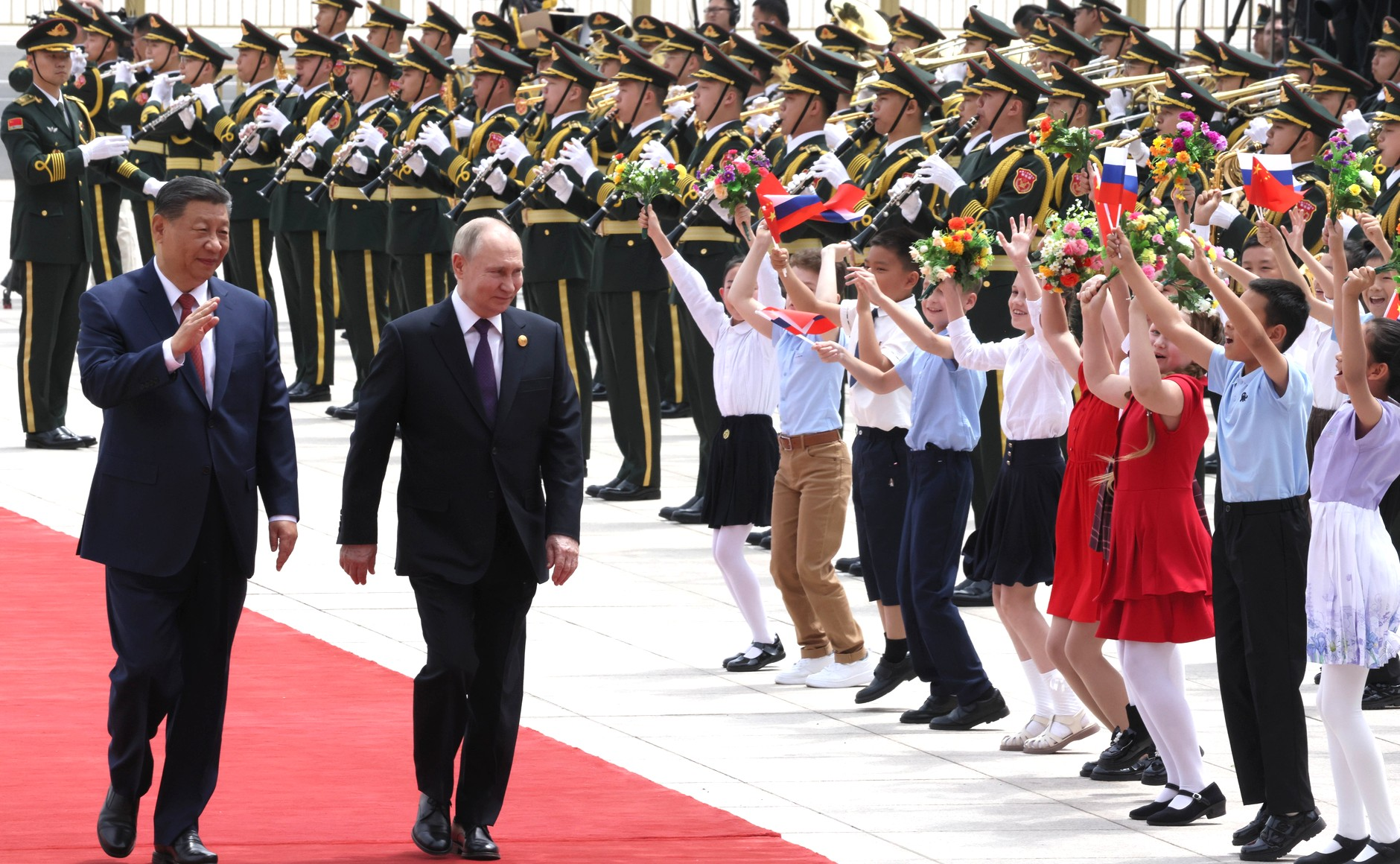
Торжественная встреча Путина в Пекине

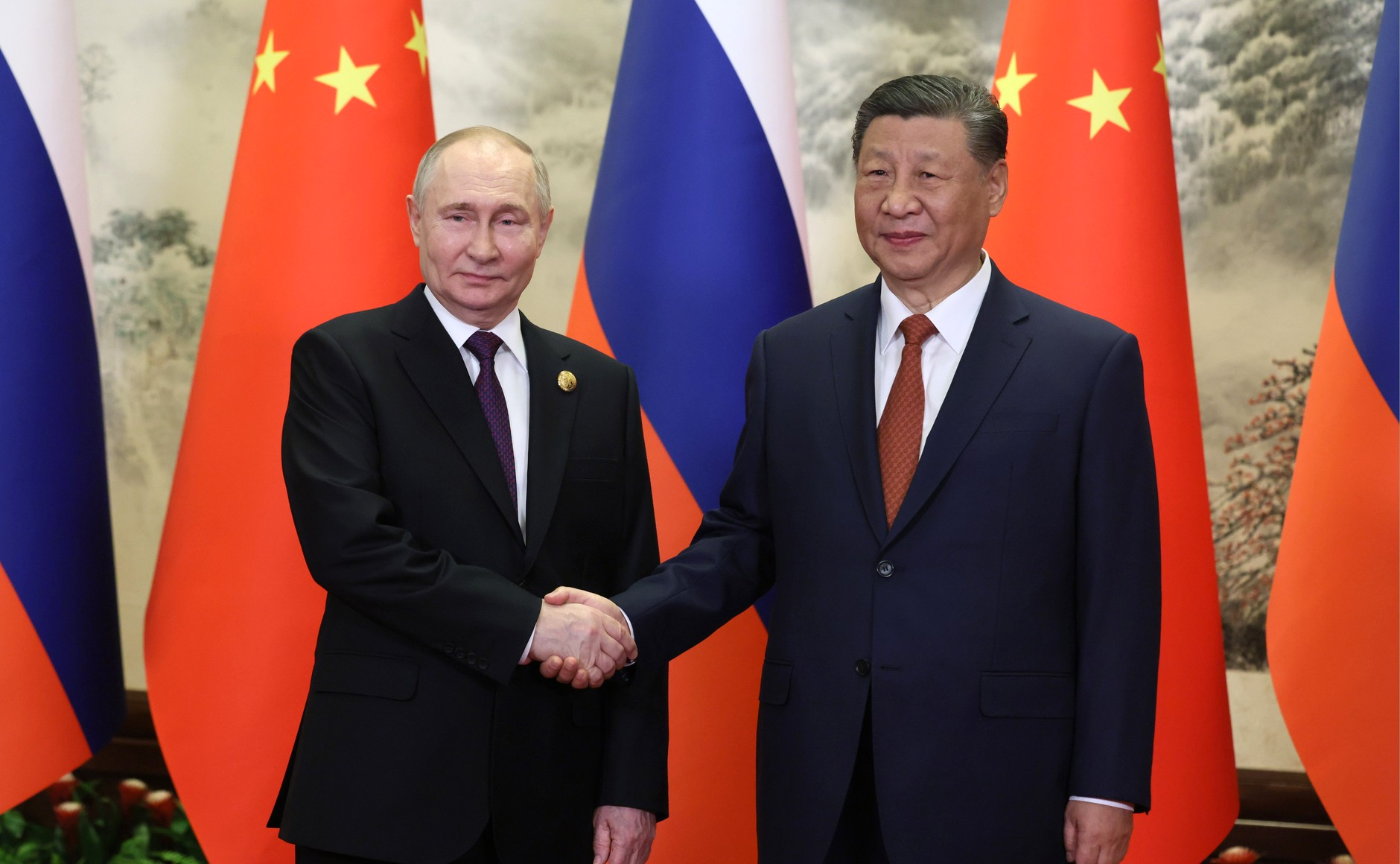
Встреча Владимира Путина и Си Цзиньпина

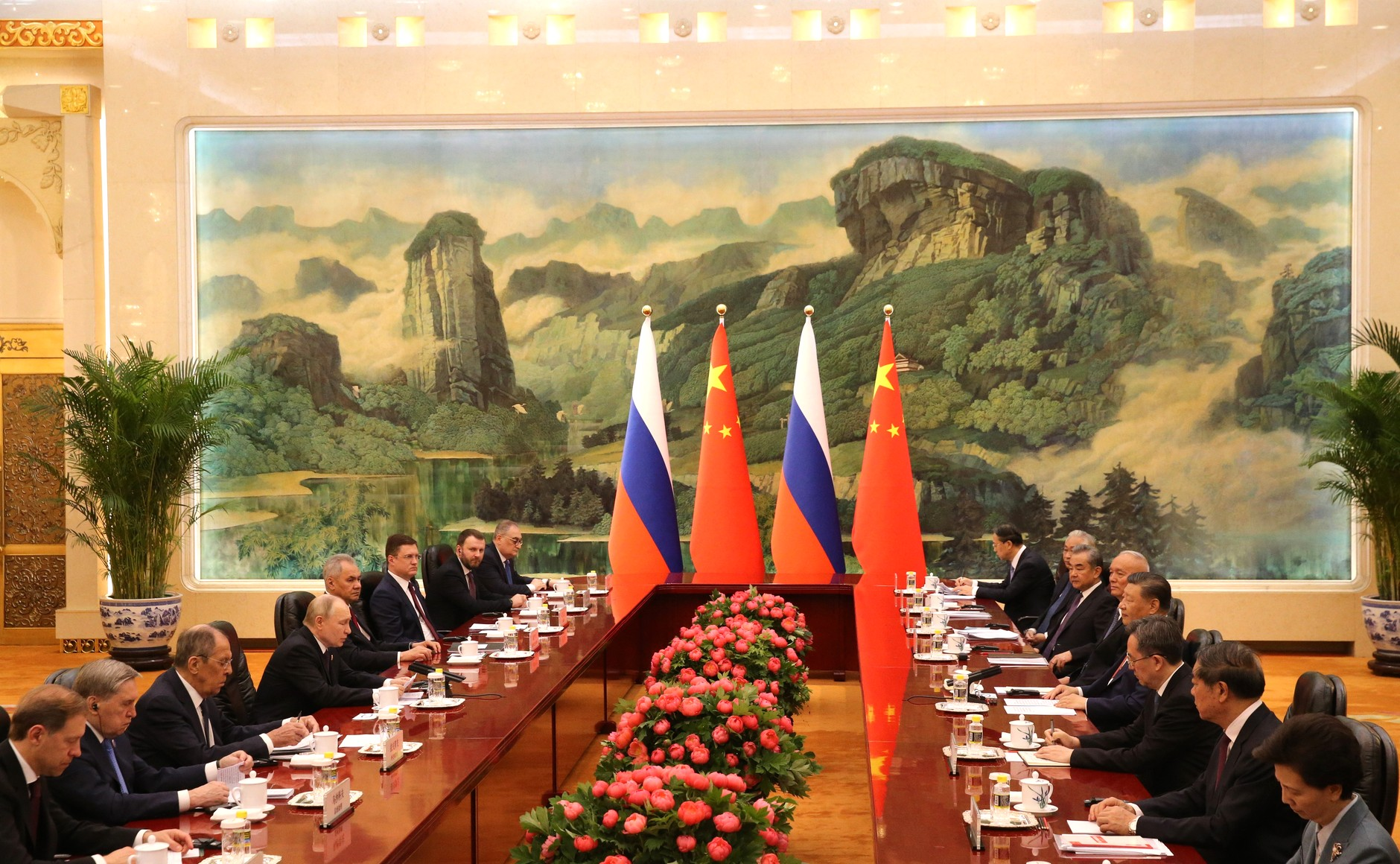
Переговоры делегаций России и Китая

16 и 17 мая 2024 года президент России Владимир Путин посетил Китай.  Он провел встречу с генеральным секретарём Коммунистической партии Китая и Председателем Китайской Народной Республики Си Цзиньпином и побывал в Пекине и Харбине. Визит стал первой зарубежной поездкой с начала нового президентского срока и пятым визитом в КНР.
Итоговая пресс-конференция прошла 16 мая 2024 года. Си Цзиньпин заявил о готовности Китая совместно добиваться развития и возрождения стран, а также поддерживать справедливость в мире.
Президент Китая охарактеризовала отношения с Россией как стабилизирующую силу в мире перед лицом растущей гегемонии. Президент Путин в свою очерендь выразил благодарность Си Цзиньпину за усилия по разрешению конфликта на Украине и раскритиковал ООН и G-20, заявив, что организации необходимо «деполитизировать». Он также продекларировал совместную работу России и Китая по обеспечению безопасности в Азиатско-Тихоокеанском регионе и осудил закрытые альянсы. По оценке специалистов, критика относилась к пакту AUKUS, который Пекин рассматривает как альянс, призванный сдерживать Китай.
Си Цзиньпин подчеркнул увеличение объемов торговли между странами на 170% что при этом у него остался потенциал для роста.
По результатам совместного саммита, президент России Владимир Путин и лидер Китая Си Цзиньпин подписали совместное заявление об углублении всеобъемлющего стратегического партнерства между двумя странами.
Стороны выпустили совместное заявление объемом в 7000 слов в котором были изложены их общие взгляды по широкому кругу вопросов от Тайваня до войны в секторе Газа.  Согласно заявлению российско-китайские отношения выдерживают испытание изменениями в мире, демонстрируют силу и стабильность и находятся на высшей точке за всю историю.

## Цели поездки
В  преддверии визита сообщалось о планах Путина встретится с премьер-министром Китая Ли Цяном для обсуждения вопросов экономического сотрудничества. Заявлялось, что Путин также посетит Харбин для участия в торговой и инвестиционной выставке. Было также запланировано участие лидеров двух стран в мероприятии, посвященном 75-летию со дня признания Советским Союзом Китайской Народной Республики.

## Подготовка
9 мая 2024 года министр иностранных дел России Сергей Лавров посетил Пекин.  Визит продлился 2 дня, чиновник встретился с лидером Китая Си Цзиньпином и министром иностранных дел Ваном И. Россия подтвердила, что визит Лаврова можно рассматривать как подготовку к встрече лидеров двух стран.
На встрече обсуждались дипломатические усилия по избежанию гуманитарной катастрофы на Ближнем Востоке.

## Контекст
Согласно оценке Associated Press, визит Владимира Путина в Китай, подчёркивает углубление партнёрства между союзниками, выступающими против гегемонии США.
В конце апреля 2024 года Китай посетил госсекретарь США Энтони Блинкен, одной из целей визита было не допустить усиления военной поддержки России со стороны Китая.
На момент поездки констатировались укрепление связей между странами и тёплые отношения двух лидеров. Предыдущий видит Путина в Пекин состоялся в феврале 2022 года за несколько дней до старта военной кампании на Украине. По результатам прошедшей встречи было подписано соглашение о дружбе без ограничений. В марте 2024 года, во время визита Си Цзиньпина в Россию, страны заявили о «новой эре» сотрудничества.
Путин заявил, что выбрал Китай для своей первой зарубежной поездки после вступления в должность на пятый срок в связи с беспрецедентным уровнем стратегического партнёрства между странами.
В конфликте с Западом Китай оказал России дипломатическую поддержку, обвинив Запад в угрозе безопасности России и решительно осудив санкции против Москвы. Россия, в свою очередь, последовательно заявляла о поддержке Китая по вопросам, связанным с Тайванем.
Китай декларирует нейтралитет в украинском конфликте и отказывается осудить действия России, не называет их вторжением и винит в военных действиях Запад. В 2023 году Китай предложил мирный план из 12 пунктов, который был отвергнут Украиной и Западом. Китай отказался от участия в мирной конференции по Украине в Швейцарии, заявив, что поддержит мероприятие, в котором будут участвовать обе стороны конфликта.
14 мая 2024 года США ввели новые крупные пошлины на импорт китайских электромобилей, современных аккумуляторов, солнечных батарей, стали, алюминия и медицинского оборудования. Китай немедленно пообещал принять ответные меры для защиты собственных интересов. Ранее в том же месяце США объявили о санкциях против более чем 280 организаций за нарушения, связанные с Россией; среди них были 20 фирм, базирующихся в Китае и Гонконге. 15 мая 2024 года госсекретарь США Энтони Блинкен заявил, что США продолжат вводить санкции против предприятий, причастных к поддержке Китаем действий России на Украине и выразили по этому поводу беспокойство.
После введения санкций против российской нефтегазовой отрасли, Китай превратился в главный экспортный рынок для российской нефти и газа.
К 2024 году Россия стала вторым по величине торговым партнёром Китая за пределами Азии. По заявлению министра экономического развития России Максима Решетникова в первой половине 2024 года торговля между странами выросла на 30 процентов.
Одной из долгосрочных целей России в преддверии поездки называлось заключение долгосрочной сделки по продаже природного газа в Китай и строительства трубопровода «Сила Сибири-2» с годовой мощностью 50 миллиардов кубометров. В состав делегации Путина вошли руководители «Газпрома» и «Роснефти».
Китай и Россия тесно сотрудничают в сфере атомной энергетики.
В контексте санкций, наложенных на Россию западными странами, Китай стал для неё основным источником импорта высокотехнологичных компонентов, использующихся для военных целей. Китай также стал ведущим поставщиком машин и электроники в Россию.
По заявлению США, Китай значительно расширил поставки в Россию станков, микроэлектроники и других технологий, использующихся для производства военной техники и боеприпасов. США также утверждают, что в 2023 году Россия получила из Китая около 90% всей микроэлектроники и около 70% станков.
Владимир Путин и Си Цзиньпин наладили дружеские отношения. В качестве дополнительных факторов сближения называются растущая напряжённость в отношениях обеих стран с Западом и стратегическое партнёрство между ними. Лидеры встречались более 40 раз. Во время последнего визита Си в марте 2023 года они называли друг друга «дорогой друг».
Al Jazeera приводит список дружеских мероприятий, подчёркивая тёплый характер отношений между Владимиром Путиным и Си Цзиньпином:
- они пили вместе водку на дне рождения российского лидера во время саммита в Индонезии в 2013 году;
- в 2018 году Си сопровождал Путина в поездке по Китаю на скоростном поезде, ели традиционные китайские булочки на пару;
- затем, во время визита Си в Россию ездили в речной круиз, где ели блины с икрой;
- в 2019 году на конференции в Таджикистане российский лидер устроил Си вечеринку с мороженым по случаю его дня рождения.

Лидеры неоднократно высказывались друг о друге в позитивном ключе. Во время визита в Москву Си Цзиньпин заявил российским СМИ, что активно общается с российским коллегой, считает его лучшим другом и дорожит дружбой с ним. Накануне визита в Китай, Путин отметил значимость политики Си в построении многополярного мира и назвал его настоящим мировым лидером. Лидеры – представители одного поколения, оба родились в начале 1950-х годов.
В последние годы Россия и Китай провели серию военных учений. В том числе военно-морские учения и воздушные патрулирования с бомбардировщиками дальнего действия. Путин заявил, что Россия делится с Китаем чувствительными военными технологиями, включая систему раннего предупреждения о запусках баллистических ракет. Ранее подобные системы использовались только Россией и США. В ноябре Путин предложил расширить сотрудничество в области военных спутников и других технологий, используемых в военных целях.
Согласно оценке США, Россия передала Китаю ряд авиационных, ракетных и подводных технологий.